# Advanced Functional Materials
Advanced Functional Materials (nach ISO 4 abgekürzt Adv. Funct. Mater.) ist eine wissenschaftliche Fachzeitschrift, die vom Wiley-VCH Verlag veröffentlicht wird. Die Zeitschrift wurde 1992 unter dem Namen Advanced Materials for Optics and Electronics gegründet. Im Jahr 2001 änderte sie den Namen in Advanced Functional Materials und erscheint derzeit mit 24 Ausgaben im Jahr. Es werden Artikel veröffentlicht, die sich mit allen Aspekten der Materialwissenschaften, inklusive Nanotechnologie, Chemie, Physik und Biologie, beschäftigen.
Der Impact Factor lag im Jahr 2020 bei 18,808. Nach der Statistik des Web of Science wird das Journal mit diesem Impact Factor in der Kategorie Multidisziplinäre Chemie an zwölfter Stelle von 178 Zeitschriften, in der Kategorie Nanowissenschaft und -technologie an sechster Stelle von 106 Zeitschriften, in der Kategorie Multidisziplinäre Materialwissenschaft an 15. Stelle von 334 Zeitschriften, in der Kategorie Physikalische Chemie an achter Stelle von 160 Zeitschriften und in der Kategorie angewandte Physik an achter Stelle von 160 Zeitschriften geführt.